# 키릴 페트코프 (정치인)
키릴 페트코프 페트코프 (불가리아어: Кирил Петков Петков, 1980년 4월 17일 ~)는 불가리아의 정치인, 경제학자, 기업가로 2021년 12월 13일부터 총리를 맡고 있다. 페트코프는 아센 바실리예프와 공동 창당한 정당인 우리는 계속 변화한다의 공동 대표이다. 2022년 8월 2일에 불가리아의 총리직에서 사임했다.

## 생애 초기와 교육
페트코프는 1980년, 플로브디브에서 태어났다. 밴쿠버에 있는 브리티시 컬럼비아 대학교에서 재무 학사 학위를, 하버드 대학교에서 경영학 석사 학위를 취득했으며, 그곳에서 페트코프는 자신이 속한 반에서 상위 10%에 들었다. 페트코프를 가르쳤던 강사 가운데 한 명은 클러스터 전략 개발을 전문으로 했던 마이클 포터였다. 페트코프는 하버드 대학과 제휴한 소피아 대학교의 경제 전략 및 경쟁력 센터 설립자 가운데 한 명으로, 이 대학에서 경제발전 및 경쟁력의 미시경제학 강좌를 진행했다.

## 경력
2001년부터 2005년까지 페트코프는 캐나다 식품 회사인 맥케인 푸드에서 기업 개발 관리자로 근무했다. 2007년부터 페트코프는 고부가가치 혁신 분야에서 프로젝트를 실시해 왔으며, 페트코프의 회사 ProViotik은 미국에서 생명 공학 분야 쪽으로 여러 특허를 보유하고 있다.
2021년 5월부터 9월까지 페트코프는 스테판 야네프가 이끄는 선거 관리 정부에서 경제부 장관으로 재직했다. 장관 취임 이후 텔레비전 첫 출연에서 P페트코프는 중소기업을 지원하려는 목적으로 국가가 통제하는 불가리아 개발 은행이 사업가 4명이 소유한 단 8개 회사에 대출로 5억 유로를 분배했다고 밝혔다. 페트코프는 이러한 관행을 터무니 없다고 비난하고 대출이 어떻게 할당되었는지 감사를 시작했다.
2021년 9월, 페트코프와 아센 바실리예프는 같은 생각을 하고 있는 다른 모든 정당과 연합해 정부를 구성할 수 있는 단결력을 추구하는 반부패 정당 우리는 계속 변화한다 (PP)라는 정치 프로젝트를 발표했다. 이 두 사람은 하버드 경영대학원에서 공부할 당시에 만났다.
PP가 우선으로 했던 2011년 11월 불가리아 총선의 초반 개표 결과가 발표된 후 페트코프는 당이 의회를 대표하는 다른 여러 정당과 합의를 도출하려고 노력할 것이며 불가리아의 부패와 전쟁에 동참할 모든 정당과 협력할 의향이 있다고 발표했다. 페트코프는 자신이 민주 불가리아 (DB), 그런 사람들이 있다 (ITN)와 "투명한" 연정 협상을 추구하기를 원하며 자신이 PP의 총리 지명자가 될 것이라고 말했다. 권리와 자유를 위한 운동 (DPS), 불가리아의 유럽 발전을 위한 시민 (GERB)은 PP와 연립 회담을 거부했다.
11월 23일부터 11월 27일까지 PP, 불가리아 사회당 (BSP), ITN 및 DB 대표 간 18개 정책 분야와 관련한 일련의 회담이 개최되었다. 12월 10일, 4개 정당의 지도자들은 연정을 구성하기로 합의했음을 확인하여 같은 해 4월 이후 불가리아의 첫 정규 정부가 되었다. 이 협정은 PP, DB, ITN. BSP 간 긴 대화 이후에 이루어졌다. 얼마 후, 루멘 라데프 대통령은 페트코프에게 정부를 구성할 권한을 위임했다고 발표했다. 12월 12일, 페트코프는 차기 정부 구성을 발표했으며, 이 안은 2021년 12월 13일 국회에서 승인되었다.

### 불가리아의 총리, 2021년~현재
페트코프는 2021년 12월 13일에 불가리아의 총리로 선출되었다. 찬성 134표, 반대 104표였다. 페트코프가 이끄는 새 정부는 불가리아 대통령 루멘 라데프의 임명을 받았다.

## 논란
2021년 10월 27에서 불가리아의 헌법 재판소는 페트코프가 이중국적이라는 이유로 경제부 장관 임명 관련 법령을 소급하여 뒤집었다. 불가리아 헌법에서는 장관이 불가리아 시민이어야 한다고 명시했기 때문이다. 비록 페트코프는 이 자리에서 물러났지만, 해당 직위에서 페스코프가 행한 모든 행동이 무효화되지는 않았다. 페트코프의 정적들, 즉 대통령 후보이자 불가리아 대법원 의장인 로잔 파노프는 이에 향해 조치를 취해야 한다고 촉구했다. 페트코프는 이전에 캐나다 시민이었고 2021년 4월에 시민권을 포기했다고 밝혔지만, 캐나다 정부 문서에 따르면 절차는 2021년 8월까지 공식으로 마무리되지 않았다.